# Fosca
Fosca là một khu tự quản thuộc tỉnh Cundinamarca, Colombia. Thủ phủ của khu tự quản Fosca đóng tại Fosca Khu tự quản Fosca có diện tích ki lô mét vuông. Đến thời điểm ngày 28 tháng 5 năm 2005, khu tự quản Fosca có dân số 5568 người.